# Kartoharjo (Ngawi)
Kartoharjo is een bestuurslaag in het regentschap Ngawi van de provincie Oost-Java, Indonesië. Kartoharjo telt 3373 inwoners (volkstelling 2010).